# سلالة بابل الأولى
السلالة البابلية الأولى تسمى أيضاً الدولة البابلية القديمة أو الدولة البابلية الأمورية 1894 – 1531 ق م، بعد سقوط سلالة أور الثالثة وانسحاب العيلاميين من البلاد تألفت عدة دويلات في مدن مختلفة احداها في إيسن والأخرى في لارسا والثالثة في بابل واستقلت أوروك وإشنونة وآشور كما حكم في مدينة ماري سلالة مستقلة وكان النزاع على الاستئثار بالسلطة على أشده بين هذه الدويلات واستمر نحو قرن حتى انتهى بانتصار مدينة بابل في زمن ملكها السادس حمورابي الذي قضى على سائر الامراء وضم مدنهم إلى مملكة موحدة حكمت الشرق الأوسط بأسره وعرفت بالمملكة البابلية القديمة.

## سلالة بابل الأولى
تعرف بالسلالة الأمورية أيضا، عدد ملوكها أحد عشر ملكا حكموا أكثر من ثلاثة قرون في نحو (1894 – 1531 ق م).
وقد بلغت الحضارة في هذه الفترة أحدة ذراها، وازدهارها وعمت اللغة الأكادية بلهجتها البابلية تكلما وكتابة في ذلك الحين بلاد الشرق الادنى قاطبة وارتقت العلوم والمعارف والفنون واتسعت التجارة اتساعا لا مثيل له في تاريخ هذه المنطقة وكانت الإدارة المركزية تحكم البلاد بقانون موحد سنه حمورابي لجميع شعوب هذه البلاد.

## سمو آبوم

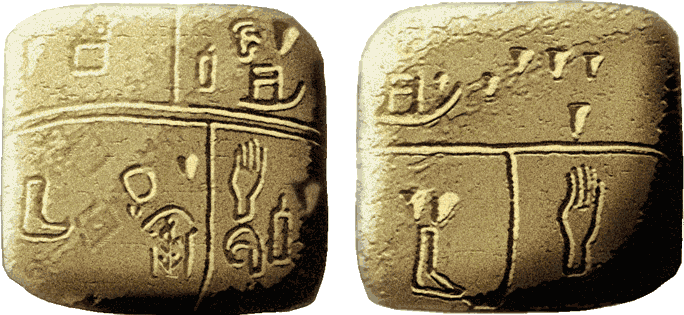
أول دليل على وجود الكتابة يعود تاريخه إلى عام 3500 قبل الميلاد

(1894 – 1881 ق م) اسس هذه السلالة في بابل في الوقت الذي كانت فيه سلالتا إيسن ولارسا تتنازعان على السلطة العليا وكانت البلاد حينذاك تزخر بتهوجات السامية الغربية التي كانت تملأ الأرياف والمدن. وقد اتخذ هذا الملك مدينة بابل عاصمة له وهي على نحو من تسعين كيلومترا جنوب غربي بغداد. وكانت حينذاك مدينة صغيرة لم تشتهر بعد، يقطنها كثير من الساميين الغربيين وبقايا الاكديين[ ؟ ] الساميين الذين كانت عاصمتهم في عهد مملكتهم العظيمة أكد[ ؟ ] قريبة من منطقة بابل.
ثبت (سمو آبوم) حدود منطقة بابل وسور المدينة وبنى فيها بعض المباني العامة والمعابد وضم إلى حكمه كيش وسبار ومدنا أكدية أخرى مجاورة لبابل وبعد وفاته تبعه ملوك آخرون كان حكمهم ضعيفا وهمهم تقوية مدينة بابل والمحافظة على المدن التابعة لها ومن هؤلاء الملوك (سمولا ايل) الذي فتح مدينة كوثا ونفر وقسما كبيرا من بلاد أكاد السابقة ثم حكم بعده ثلاثة ملوك حافظوا على ممتلكات بابل القليلة وثالثهم وهو (سن مبلط) والدحمورابي وكان طموحا أكثر من غيره وقد كان في زمنه ملك قوي في لارسا يدعى (ريم سن)، ومع ذلك فقد حاول (سن مبلط)انتزاع بعض المدن من حكومة لارسا فهجم على أور وإيسن ولكن الكفة الراجحة كانت بجانب (ريم سن) وبقيت أور وغيرها من المدن السومرية في الجنوب بعيدة عن سلطة بابل حتى جاء الفاتح البابلي العظيم :

## حمورابي
(1792 – 1750 ق م) حكم هذا الملك العظيم في بابل حسب آخر التقديرات التاريخية في نحو عام (1792 – 1750 ق م) وحسب تقدير آخر في عام (1728 – 1686 ق م) وعندما تسلم الحكم كانت في البلاد قوى مختلفة تتنازع السلطة فيما بينها منها مملكة لارسا وملكها القوى ريم سن الذي استطاع في السنة السابعة من حكم حمورابي فتح مدينة ايسن وضمها إلى ملكة فصار جنوبي بلاد الرافدين كله تحت مملكه. أما الجهات الشرقية فقد كان تحت حكم العيلاميين مباشرة. وفي الشمال في بلاد آشور كان(شمشي اداد) يحكم آشور والمقاطعات الشمالية من سوريا.
حارب حمورابي أولا المدن المجاورة لبابل وضمها إلى جكمه دون عناء كبير لانحياز الآموريين الذين شكلوا أكثرية السكان القاطنين في هذه المدن له. ثم أخذ يخضع المدن السومرية ويحصنها وينظم الإدارة فيها كما قام باصلاحات داخلية كثيرة اجتذبت اليه قلوب الناس فالتفوا حوله وكون منهم جيشا قويا حارب به جموع العلاميين وجيوش ريم سن حروباً طاحنة شديدة انتهت بهزيمة (ريم سن) وهروبه إلى بلاد عيلام فأخضع حمورابي لارسا وما كان يتبعها من مدن في الجنوب. ثم وجه همه بعد ذلك إلى الشمال وقضى على دولة آشور القديمة وابن (شمشي أداد)و ثم التفت إلى مدينة ماري[ ؟ ] على الفرات الأعلى وحارب (زمريليم) فقضى عليه وفتح مدينته ثم تقدم شمالا على الفرات وافتتح المدن القريبة في غرب الهلال الخصيب
ومن أهم أعماله التي نالت شهرة عالمية وخلدت اسمه على مدى الدهر هو تقنينه القوانين وسنها في شريعة واحدة دونها على مسلة كبيرة من حجر الديوريت الأسود وما من شك في أن حمورابي جمع قوانينه من مصادر قديمة كانت مدونة على ألواح من الفخار جمعها بدقة ونظمها وجعلعا ملائمة للعصر الذي عاش فيه وحمل الناس جميعا على اتباعها وهذه المسلة معروضة في متحف اللوفر.
وبعد وفاة حمورابي تولى الحكم خمسة ملوك جهدوا في المحافظة على الامبراطورية واعلاء شأنها ومنهم :

## قائمة الحكام
| #  | الاسم                   | الخلافة         | اللقب                                  | التواريخ التقريبية                                                                                  |
| -- | ----------------------- | --------------- | -------------------------------------- | --------------------------------------------------------------------------------------------------- |
| 1  | سوموأبومŠumu-abum       | خلافة غير واضحة | ملك بابل                               | ح. 1894 – ح. 1881 ق.م (التسلسل الزمني الأوسط)ح. 1830 – ح. 1817 ق.م (التسلسل الزمني القصير) (14 سنة) |
| 2  | سومولايلŠumu-la-El      | خلافة غير واضحة | ملك بابل                               | ح. 1881 – ح. 1845 ق.م (MC)ح. 1817 – ح. 1781 ق.م (SC) (36 سنة)                                       |
| 3  | سابومSabūm              | ابن سومولايل    | ملك بابل                               | ح. 1845 – ح. 1831 ق.م (MC)ح. 1781 – ح. 1767 ق.م (SC) (14 سنة)                                       |
| 4  | أبيل-سينApil-Sîn        | ابن سابوم       | ملك بابل                               | ح. 1831 – ح. 1813 ق.م (MC)ح. 1767 – ح. 1749 ق.م (SC) (17 سنة)                                       |
| 5  | سين-موباليتSîn-Muballit | ابن أبيل-سين    | ملك بابل                               | ح. 1813 – ح. 1792 ق.م (MC)ح. 1748 – ح. 1729 ق.م (SC) (19 سنة)                                       |
| 6  | حمورابيḪammu-rāpi       | ابن سين-موباليت | ملك بابلملك الجهات الأربعملك سومر وأكد | ح. 1792 – ح. 1750 ق.م (MC)ح. 1728 – ح. 1686 ق.م (SC) (43 سنة)                                       |
| 7  | شمشو-إيلوناŠamšu-iluna  | ابن حمورابي     | ملك بابلملك لارسا                      | ح. 1750 – ح. 1712 ق.م (MC)ح. 1686 – ح. 1648 ق.م (SC) (38 سنة)                                       |
| 8  | أبي-إيشوخAbī-Ešuḫ       | ابن شمشو-إيلونا | ملك بابل                               | ح. 1712 – ح. 1684 ق.م (MC)ح. 1648 – ح. 1620 ق.م (SC) (28 سنة)                                       |
| 9  | أمّيديتاناAmmi-ditāna    | ابن أبي-إيشوخ   | ملك بابل                               | ح. 1684 – ح. 1647 ق.م (MC)ح. 1620 – ح. 1583 ق.م (SC) (37 سنة)                                       |
| 10 | أمّي-سادوقاAmmi-Saduqa   | ابن أمّيديتانا   | ملك بابل                               | ح. 1647 – ح. 1626 ق.م (MC)ح. 1582 – ح. 1562 ق.م (SC) (21 سنة)                                       |
| 11 | شمشو-ديتاناŠamšu-ditāna | ابن أمّي-سادوقا  | ملك بابل                               | ح. 1626 – ح. 1595 ق.م (MC)ح. 1562 – ح. 1531 ق.م (SC) (31 سنة)                                       |